# Iwo Jima
Iwo Jima (jap. 硫黄島 , Iō-tō, hist. Iō-jima; dosł.: Siarkowa Wyspa) – należąca do Japonii wyspa w niewielkim archipelagu wysp Kazan (ang. „Volcano Islands”) na Oceanie Spokojnym, ok. 650 mil morskich na południe od Honsiu. Pod koniec II wojny światowej Iwo Jima była terenem ciężkich walk toczonych podczas zdobywania wyspy przez Amerykanów. W środku wyspy znajduje się baza sił powietrznych Central Field.
Iwo Jima jest wyspą pochodzenia wulkanicznego (23,73 km² pow.) o kształcie wydłużonego trójkąta. Najwyższy punkt to wulkan Suribachi o wysokości 169 m n.p.m. Klimat podzwrotnikowy. Pora chłodna trwa od grudnia do kwietnia. Średnia temperatura powietrza wynosi 17–21 °C w porze chłodnej, a 23–27 °C w ciepłej. Średnie roczne opady 1500 mm, brak źródeł słodkiej wody, cieków i jezior. Z powodu znacznej izolacji fauna i flora słabo rozwinięte.
W XIX wieku Japończycy skolonizowali niezamieszkaną wyspę. W pięciu osadach w północnej jej części osiedliło się ok. 1000 mieszkańców, którzy pracowali przy przetwórstwie trzciny cukrowej i wydobyciu siarki.
W 2007 r. oficjalnie przywrócono przedwojenną nazwę wyspy: Iō-tō. Zmianie uległo czytanie znaku „wyspa” (jap. 島) – będącego terminem rodzajowym – z japońskiego jima na sinojapońskie tō.

## Bitwa o Iwo Jimę

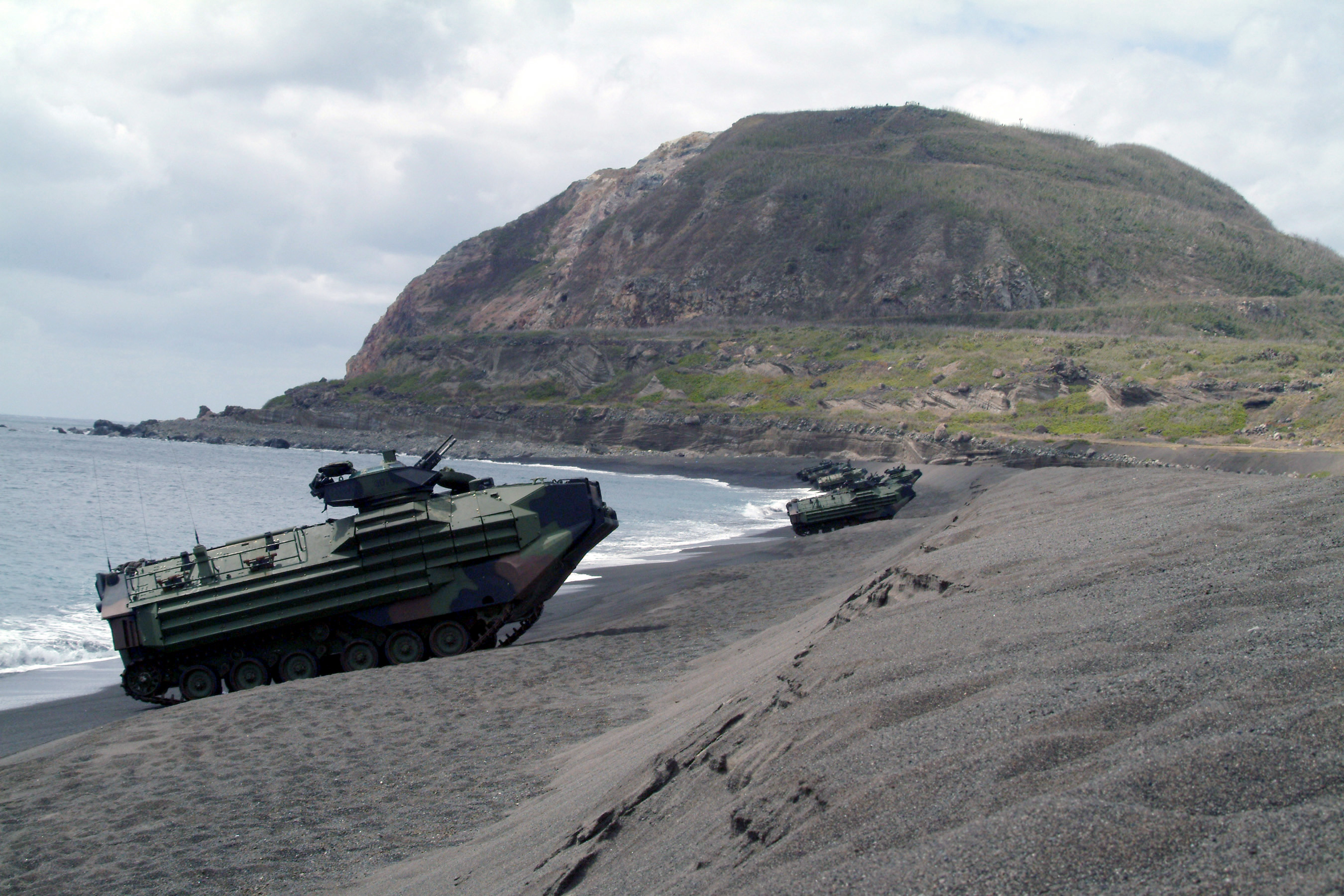
Plaża, na której w 1945 wylądowały oddziały amerykańskie – w tle wulkan Suribachi. Amerykańskie amfibie opancerzone podczas obchodów 58 rocznicy bitwy. Zdjęcie z marca 2003

Podczas II wojny światowej wyspa została silnie ufortyfikowana, zbudowano m.in. 2 lotniska polowe dla wzmocnienia zewnętrznego pasa obronnego Wysp Japońskich. Stacjonował tu garnizon liczący ok. 21 tys. żołnierzy (dowódca gen. Tadamichi Kuribayashi).
W 1944 Amerykanie podjęli decyzję o zajęciu wyspy, aby uzyskać lotniska dla myśliwców, które miały eskortować naloty bombowców B-29 (stacjonujących na Marianach) na Japonię. Wyspa, położona w połowie drogi między Marianami i Wyspami Japońskimi, z lotniskami wybudowanymi przez Japończyków, leżąca około 1200 km od Tokio, teoretycznie pozwalałaby myśliwcom P-51 na wykonywanie takich misji. 19 lutego 1945 po czterodniowym bombardowaniu morskim i lotniczym, Amerykanie rozpoczęli desant. Mimo zaciekłego oporu obrońców 20 lutego zajęli lotnisko, a do 27 lutego opanowali połowę wyspy. 21 lutego w efekcie ataku ok. 20 kamikaze utracili lotniskowiec.

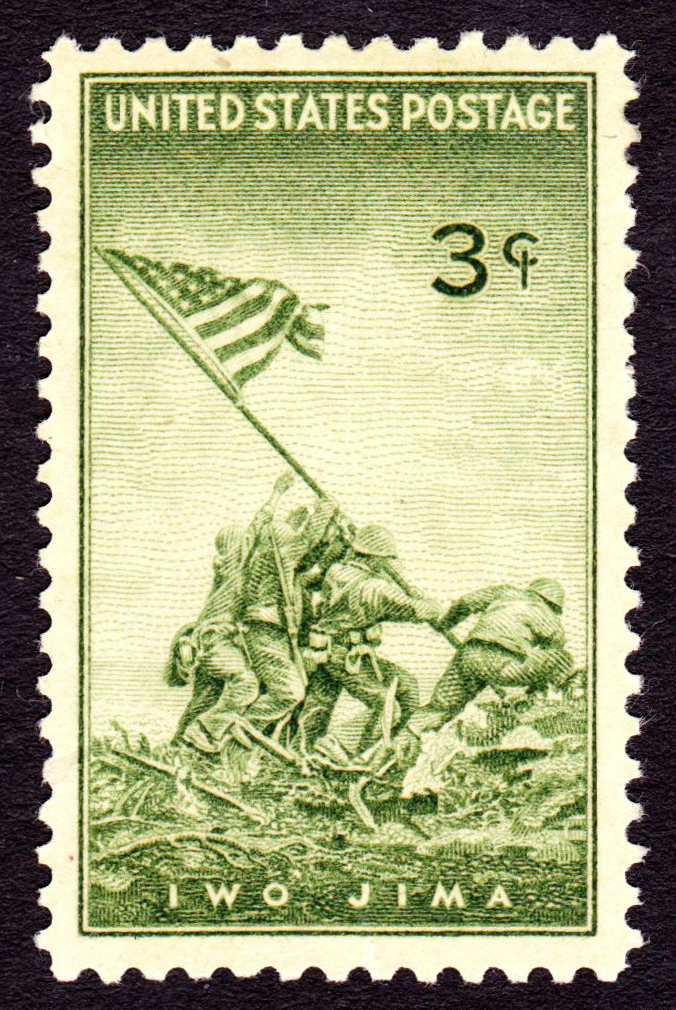
Znaczek pocztowy z żołnierzami uwiecznionymi na zdjęciu Rosenthala

Walki trwały do 26 marca, do niewoli dostało się zaledwie 1083 Japończyków (wliczając schwytanych po 26 marca), a straty amerykańskie wyniosły ok. 6800 zabitych.
Po zdobyciu wyspy okazało się, że operacje myśliwców z jej lotnisk przeciwko Japonii nie są praktyczne. Długi lot (1200 km w jedną stronę) nad oceanem okazał się zbyt trudnym przedsięwzięciem dla jednoosobowych myśliwców bez zaawansowanych przyrządów nawigacyjnych. Co więcej, osiągi bombowców B-29 były na tyle dobre, że ich straty nad Japonią były niskie, nawet bez eskorty myśliwców. Ponadto tuż po zajęciu Iwo Jimy wojska amerykańskie wylądowały na wyspie Okinawa, położonej dużo bliżej Japonii (tylko 500 km od wyspy Kiusiu) i oferującej dogodne bazy dla myśliwców.
Jednak ogromne straty poniesione podczas zajmowania wyspy wymagały przedstawienia amerykańskiej opinii publicznej celowości operacji. Ukuto więc mit o tym, jakoby lądowania awaryjne bombowców B-29 na wyspie uratowały życie tysiącom amerykańskich lotników. Mit ten jest oparty na przyjęciu wersji, iż większość z 2251 lądowań bombowców B-29 na wyspie podczas wojny uratowała życie ich załogom. Ponieważ każdy bombowiec miał załogę składającą się z 11 osób, więc zdobycie wyspy uratowało życie prawie 25 tys. lotników. Jest to oczywistą nieprawdą, ponieważ wiele tych lądowań przeprowadzono w celach szkoleniowych lub dla zatankowania paliwa w celu ataku na dalej położone cele (na przykład w Korei). Nawet lądowania awaryjne niekoniecznie dowodzą, że bez lądowania na wyspie załoga poniosłaby pewną śmierć, gdyż istniał przecież system ratujący załogi zmuszone do lądowania w wodzie. Ponadto pewna część uszkodzonych bombowców, które wylądowały na wyspie, najprawdopodobniej byłaby w stanie dolecieć do Marianów. W praktyce wyspa, choć nie uratowała życia tysiącom lotników, okazała się użyteczną bazą zwiększającą możliwości operacyjne bombowców B-29, pozwalając im atakować bardziej odległe cele z większym ładunkiem bomb i mniejszą rezerwą paliwa, ponieważ w razie potrzeby były w stanie pobrać dodatkowe paliwo na wyspie. Korzyści te nie były jednak warte utraty prawie 7 tys. żołnierzy zabitych w trakcie zajmowania wyspy. W opinii dzisiejszych historyków narasta przekonanie, że lądowanie na wyspie było tragiczną pomyłką.
Zdjęcie Joego Rosenthala, przedstawiające zatknięcie amerykańskiego sztandaru na szczycie Suribachi przez grupę marines (w tym Indianina Irę Hayesa) otrzymało w 1945 roku Nagrodę Pulitzera i znalazło się na znaczku pocztowym USA. W 1954 roku rzeźbiarz Felix de Weldon stworzył – na podstawie tego zdjęcia – monumentalny pomnik Wysiłku Wojennego Korpusu Piechoty Morskiej (ang. USMC War Memorial) w Waszyngtonie.
Amerykańska okupacja wyspy Iwo Jima trwała do 1968 roku. Obecnie jest to baza japońskich Morskich Sił Samoobrony, w zasadzie niedostępna dla cywilów.